# Nikita Ivanovitch Panine
Pour les articles homonymes, voir Panine.
Le comte Nikita Ivanovitch Panine (en russe : Никита Иванович Панин), né le 29 septembre 1718 à Dantzig, décédé le 31 mars 1783 à Saint-Petersbourg, est un diplomate russe et homme politique. Il fut ministre des Affaires étrangères de 1763 à 1781, gouverneur du grand-duc Paul Petrovitch (futur Paul Ier de Russie).

## Biographie
Nikita Ivanovitch Panine fut le mentor politique de Catherine II de Russie et une personnalité très influente à la Cour impériale. Le comte fut du même avis que l'impératrice Élisabeth concernant le choix de son successeur ; il dut pour imposer cette idée avoir recours à l'aide du Saint-Synode et du Sénat. Pendant les dix-huit années de son mandat aux Affaires étrangères, il fut à l'origine de l'Accord du Nord et conseilla le rapprochement de la Russie avec Frédéric II de Prusse. Sa ferme opposition au partage de la Pologne provoqua son renvoi.

### Jeunesse
Il naquit à Dantzig, ville hanséatique germanophone soumise à la Pologne, fils d'Ivan Vassilievitch (1673-1736), gouverneur de Pernau (aujourd'hui Pärnu) et ardent soutien pétrovien ; par sa mère, née Agrippine Vassilievna Yeverlakova (1688-1753), il était le petit neveu du prince Alexandre D. Menchikoff, fidèle ami de Pierre Ier. En 1740, Nikita Ivanovitch entra dans l'armée impériale de Russie. Ce fut l'un des favoris d'Élisabeth Ire de Russie.

### Carrière diplomatique
En 1747, Nikita Ivanovitch fut nommé au poste d'ambassadeur de Russie à Copenhague, mais quelques mois plus tard il fut affecté à l'ambassade de Stockholm (1747-1759). Pendant cette décennie passée en Suède, le comte fut le principal adversaire de la France. Au cours de son séjour en Suède, il nourrit un penchant pour les formes constitutionnelles de gouvernement. En politique, il fut l'élève du comte Bestoujev-Rioumine (1693-1768). Au milieu du XVIIIe siècle, la Russie affirma sa francophilie et la position du comte Panine devint extrêmement inconfortable, mais il trouva un appui en la personne du comte Bestoujev-Rioumine. Ce dernier supplanta le comte Vorontsov (1714-1767). De façon inattendue, en 1760, le comte Panine devint le gouverneur de l'héritier du trône, le grand-duc Paul (qu'il éduqua avec son propre petit-neveu, le jeune prince Alexandre Kourakine), et sa carrière politique fut assurée.

### Règne de Catherine II
Nikita Panine participa activement au complot de 1762 avec les frères Alexeï et Grigori Orlov contre Pierre III, époux de Catherine. Jaloux de l'influence du comte Orlov et de ses frères, il en vint à soutenir le grand-duc Paul comme héritier et Catherine comme régente. Son frère, le général Piotr Ivanovitch Panine, et la princesse Catherine Dachkov lui apportèrent leur soutien.
Pour limiter l'influence des favoris, il suggéra de former un cabinet conseil de six à huit ministres : celui-ci aurait pour tâche de traiter toutes les affaires de l'État. Cependant Catherine II soupçonna que cette nouvelle tentative habilement présentée exprimait en fait une limitation de son pouvoir et, après quelques hésitations, elle la rejeta. Néanmoins, le comte Panine sut se rendre indispensable, son influence provenant en partie de sa fonction de gouverneur du grand-duc Paul qui lui était très attaché. La Grande Catherine lui était alors également attachée, en raison de son aide au coup d'État de 1762 et de sa connaissance des Affaires étrangères. Bien qu'ayant occupé le poste de ministre des Affaires étrangères, le comte ne fut jamais nommé chancelier impérial.
Nikita Panine fut à l'origine du fameux Accord du Nord : celui-ci était basé sur une alliance entre la Russie, la Prusse, la Pologne, la Suède et peut-être la Grande-Bretagne contre la Ligue Bourbon-Habsbourg. Une telle tentative d'alliance avec ces pays aux objectifs et aux caractères différents devaient échouer. Par exemple, la Grande-Bretagne ne put se convaincre de son intérêt et de celui de la Russie à subventionner la lutte anti-française en Suède. Même si l'Accord du Nord ne se concrétisa pas tout à fait, il eut des conséquences politiques importantes, car il influença la politique russe pendant de nombreuses années. En outre, il explique la grande tendresse que le comte éprouva envers la Pologne. Pendant longtemps, il ne put se résoudre à la pensée de détruire ce pays. Le comte considérait que la Pologne était un membre indispensable de son Accord. Au cas où l'Autriche serait temporairement détachée de l'Alliance russe, la Pologne la remplacerait. Toutes les questions diplomatiques concernant la Russie entre 1762 et 1783 furent intimement liées au nom de Panine. Ce n'est que lorsque l'impossibilité de réaliser l'Accord du Nord devint évidente que l'influence du comte Panine commença à décliner.

### Déclin
Gustave III de Suède dont la politique était originale et indépendante bouleversa les plans du comte Panine en 1772. En effet à cette date, elle fut de plus en plus soumise à celle du roi de Prusse, Frédéric le Grand. Concernant la Pologne, l'opinion du comte différa beaucoup de celle de Gustave III de Suède, de Frédéric le Grand et de Catherine II. Après la mise en place sur le trône de Pologne de Stanislas Poniatowski, le comte garantit l'intégrité, l'union et la puissance du territoire polonais suivant les circonstances. Il ne put toutefois prévoir les complications dues à l'ingérence de la Russie dans les affaires intérieures polonaises. La confédération de Bar (1768), le rapprochement de la Russie avec la France de Louis XV, la guerre russo-turque de 1768-1774 le surprirent et affaiblirent considérablement son influence. Le comte fut contraint d'admettre le premier partage de la Pologne (1772).
De plus, il provoqua la colère de Catherine II, lorsqu'il s'ingéra dans les dispositions concernant le mariage du grand-duc Paul. En effet, le comte préconisait une alliance plus étroite avec la Prusse, mais Catherine II penchait de plus en plus vers l'Autriche. Après le mariage de Paul avec la princesse Sophie-Dorothée de Wurtemberg, le comte maintint son influence sur son élève qui, comme lui-même, devint un grand admirateur du roi de Prusse, jusqu'à l'obsession. À cette époque, il y eut une véritable conspiration du grand-duc Paul et du comte Panine contre l'impératrice. L'influence autrichienne augmentant, le comte trouva un nouvel ennemi en la personne de l'empereur d'Autriche, Joseph II. Les efforts du conseiller politique afin d'empêcher une alliance entre l'Autriche et la Russie détermina la Grande Catherine à se débarrasser d'un conseiller qui lui faisait peur. Les raisons de sa disgrâce furent complexes et obscures, mais avaient surtout comme cause son admiration pour la Prusse. La rupture définitive entre l'impératrice et son conseiller survint lorsque la question de la déclaration de la neutralité de l'Armée du Nord se posa. Nous savons cependant que le prince Potemkine et l'ambassadeur d'Angleterre James Harris avaient travaillé contre lui. En mai 1781, le comte Panine fut démis de ses fonctions.
Franc-maçon, il fut membre des loges, dirigées par Ivan Elaguine, Les Neuf (Trois) Muses (1774) et la Grande Loge Anglaise (Provinciale) où il a été grand maître en 1776-1777.
Son cénotaphe se trouve en l'église Sainte-Marie-Madeleine de Pavlovsk.
Nikita Ivanovitch Panine était l'oncle de Nikita Petrovitch Panine et le frère de Piotr Ivanovitch Panine.

## Distinctions
- 24 novembre 1782 : Ordre de Saint-Vladimir (1re classe)